# Asiminier trilobé
Asimina triloba
Espèce
Synonymes
Annona triloba L.
Classification phylogénétique
Statut de conservation UICN

 LC  : Préoccupation mineure
L'asiminier trilobé (Asimina triloba) est une espèce de plantes à fleurs de la famille des Annonaceae. C'est un petit arbre originaire d'Amérique du Nord où on l'appelle pawpaw tree. Le fruit charnu, l'asimine, est une baie comestible de forme oblongue, à chair crémeuse et dont le goût rappelle à la fois la banane et la mangue.

## Description

### Appareil végétatif

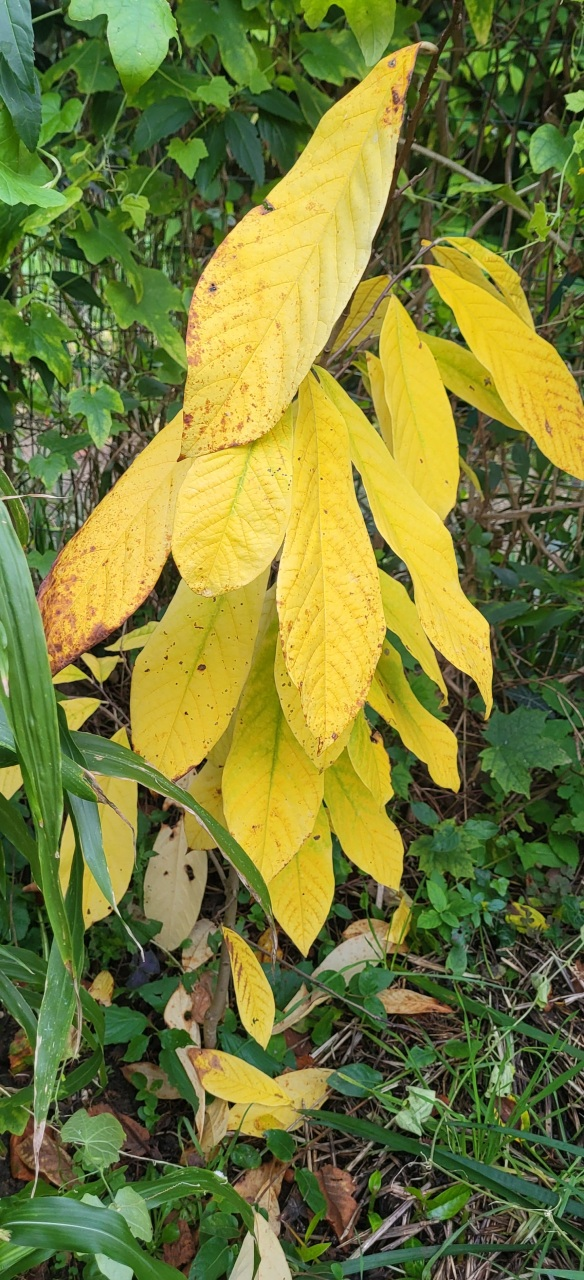
Feuillage d'un jeune asiminier en automne

L'asiminier trilobé est un arbre qui peut atteindre de 10 à 14 mètres de hauteur. Le tronc atteint une vingtaine de centimètres de diamètre. Son écorce, mince et lisse lorsqu'elle est jeune, devient plus rugueuse avec l'âge. De couleur brune, elle peut être tachée de gris notamment lorsqu'elle est jeune.
Les bourgeons sont recouverts de petits poils brun rougeâtre ; les bourgeons terminaux sont plus grands que les bourgeons axillaires. Les rameaux grêles, recouverts de fins poils brun rougeâtre lorsqu'ils sont jeunes, portent de fines stries longitudinales. Ils deviennent glabres avec le temps.
Les feuilles, portées par un pétiole court (de 5 à 10 mm), sont caduques et de disposition alterne. Leur couleur est vert soutenu dessus, plus pâle en dessous. Simples, de forme oblongue acuminée, elles mesurent de 15 à 30 cm de long et ont un port retombant. Souvent couvertes d’un duvet brun rougeâtre, elles dégagent une odeur plutôt désagréable lorsqu'elles sont froissées. Chaque feuille présente environ 15 nervures secondaires par côté du limbe.

### Appareil reproducteur
Les fleurs sont solitaires ou réunies en petite grappe, leur port est tombant et elles ont une odeur assez désagréable. Elles apparaissent sur les rameaux de l'année précédente, avant ou pendant l'apparition des feuilles de l'année. Elles sont portées par un pédoncule mesurant un ou deux centimètres de long et couvert de poils denses, bruns ou brun-rouge. L'inflorescence est précédée d'une ou deux bractéoles ovales ou triangulaires d’un ou deux millimètres de long et velues.
D'un diamètre de 4 cm environ (de 2 à 4 cm, rarement 5), les fleurs ont une symétrie axiale et comptent trois sépales verts et six tépales de couleur rouge bordeaux. Les trois tépales extérieurs sont plus grands et étalés, ceux de l'intérieur sont dressés. Leur pollinisation est assurée par les insectes (entomogamie). Ces fleurs sont hermaphrodites, certaines variétés sont auto-fertiles. Une pollinisation croisée peut être nécessaire car les stigmates arrivent à maturité avant les étamines (fleurs protogynes). Cette pollinisation croisée est assurée par un papillon sur le continent américain, mais ce papillon n'existant pas sur les autres continents, cette opération est alors moins automatique et les productions de fruits moindres. Chaque fleur compte de 3 à 7 pistils (rarement, jusqu'à 12)qui, fécondés donneront autant de fruits.
Le fruit charnu, l'asimine, est une baie de forme oblongue, généralement longue de 5 à 15 cm,, de couleur verte tirant sur le jaune à maturité. Il contient plusieurs graines aplaties, brunes, de 1,5 à 2,5 cm de long.
La chair crémeuse, jaune, est comestible et a un goût particulier qui rappelle à la fois la banane et la mangue.

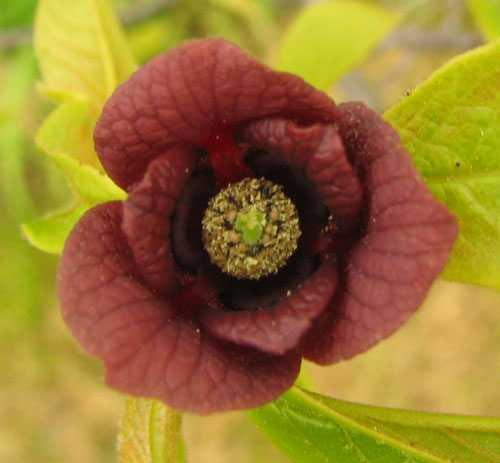
Fleur.
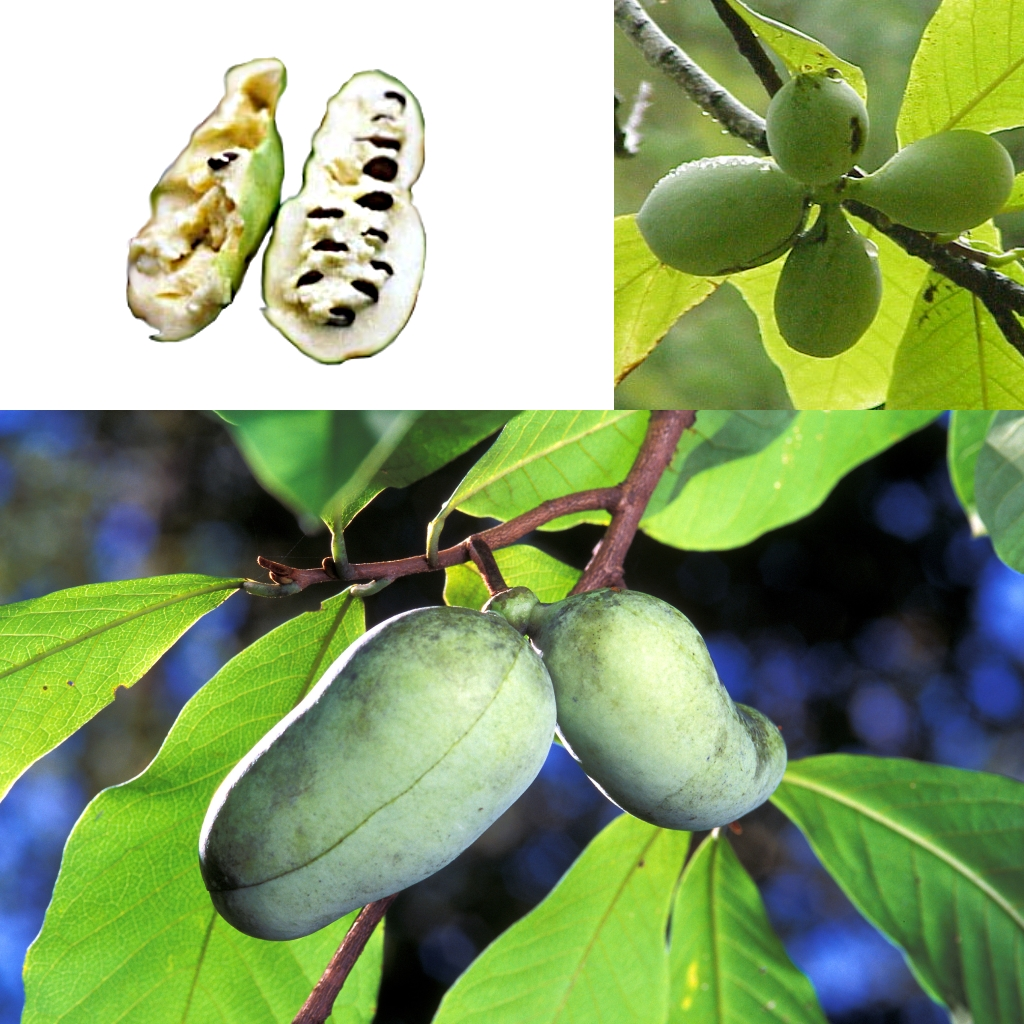
Fruit.
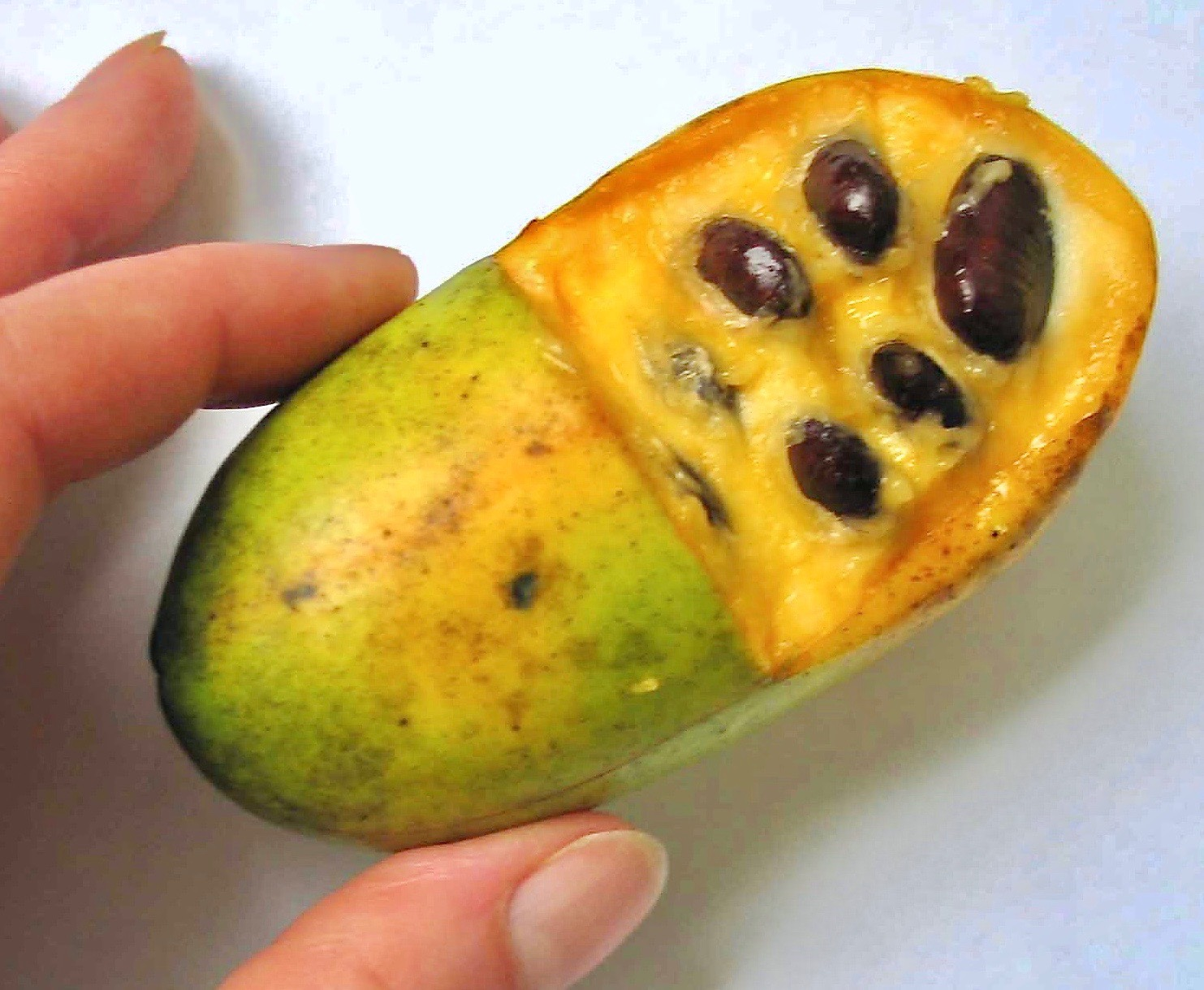
Fruit à maturité.
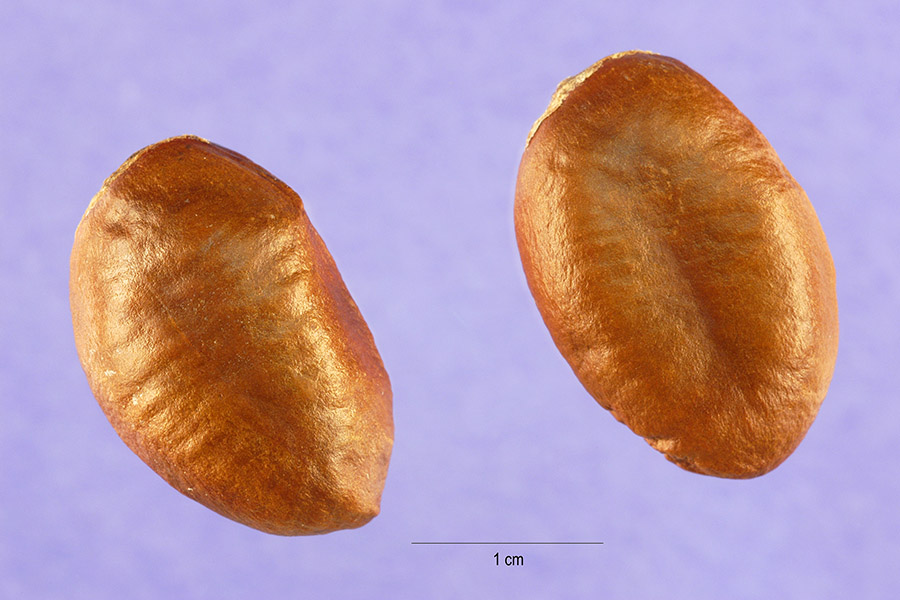
Graines.

## Répartition et habitat

Aire de répartition.

L'espèce est originaire de la partie est de l'Amérique du Nord, depuis le Canada (Ontario) et le nord-est des États-Unis (New Jersey, New York), jusqu'au sud-est des États-Unis (Floride, Louisiane).
Elle pousse sur sols humides, dans les plaines ou les sous-bois.

## Histoire, taxinomie et systématique

### Histoire de la plante
Les premiers écrits concernant les "pawpaws" datent du compte rendu de l’expédition de de Soto qui trouva en 1541 des tribus amérindiennes qui cultivaient le fruit à l’est du Mississippi.
Le pawpaw était le dessert favori de George Washington et Thomas Jefferson en cultivait à Monticello.
L’asiminier (orthographié "assiminier") est connu en Europe depuis la fin du XVIIIe siècle, mais n’y dépasse généralement pas la taille d’un arbuste.

### Histoire du taxon
La première description scientifique de cette espèce date de 1753 ; elle a été réalisée par le naturaliste suédois Carl von Linné dans son ouvrage Species Plantarum, où il la nomme Annona triloba. Le scientifique et mycologue sud-africain Christiaan Hendrik Persoon propose, en 1806, de transférer cette espèce dans le genre Porcelia dans son Synopsis Plantarum, mais cette proposition n'est pas retenue. En 1817, le botaniste et mycologue français Michel Félix Dunal transfère cette espèce dans le genre Asimina dans sa Monographie de la famille des Anonacées. Enfin, en 1838, les botanistes américains John Torrey et Asa Gray proposent un transfert dans le genre Uvaria dans A Flora of North America, mais cette nouvelle proposition n’est pas retenue.
Cette espèce présente plusieurs synonymes:
- Annona pendula Salisb.
- Asimina glabra Hort ex K. Koch
- Orchidocarpum arietinum Michx.

## L'Asiminier trilobé et l'Homme

### Utilisation
- Les fruits sont consommés aux États-Unis, soit frais, soit transformés en crèmes glacées, sorbets, yaourts ou pâtisseries. Ils sont parfois confondus avec la papaye à cause de leur nom vernaculaire en anglais, pawpaw ou papaw. C'est un fruit peu répandu en dehors des États-Unis. Il est très fragile et ne supporte (difficilement) le transport que s'il est cueilli avant maturité complète. Les fruits se conservent de deux à trois jours à la température ambiante, ou environ une semaine s'ils sont réfrigérés[12],[13].
- En 2012, des essais de transformation en eau-de-vie ont été réalisés par l'Agroscope de Wädenswil en Suisse, avec des résultats intéressants[14].
- C'est aussi un arbuste d'ornement, apprécié pour son feuillage. C'est son utilisation principale en France par exemple.

### Toxicité
Les fruits sauvages, bien que généralement comestibles, peuvent déclencher une dermatite chez certaines personnes et parfois une gastro-entérite grave lorsqu'ils sont ingérés.
Comme toutes les anones, la plante est également riche en acétogénines, des neurotoxines inhibant la chaîne respiratoire mitochondriale, à l'origine de maladies neurodégénératives telles que la Paralysie supranucléaire progressive et la Dégénérescence cortico-basale.

### Culture
L'asiminier est une espèce nord-américaine très rustique (jusqu'à -28 degrés - zone USDA 5 à 7).
Il préfère un sol de type argileux, profond, riche et frais, avec une ligne d'arrosage en cas de besoin, de pH neutre à légèrement acide.
La croissance de l’asiminier est faible les premières années, car il commence par développer fortement son système racinaire avec une longue racine pivot. Il vaut donc mieux, quand c’est possible, le semer directement en place (ou à défaut rempoter en pot de plus en plus grand chaque année).
Les feuilles de l'arbre jeune de moins de deux ans craignent la forte exposition directe aux rayons du soleil. L'arbre sera plus résistant après plusieurs saisons.
L’asiminier se reproduit difficilement par drageon, prélevable au début du printemps. À défaut, il forme naturellement des peuplements épais. Il est préférable de le reproduire par semis direct à l'extérieur. La racine étant très sensible, il faut déplacer la motte de terre avec toutes ces radicelles pour ne pas perdre le plant. Les graines doivent être semées rapidement car elles perdent leurs capacités germinatives en quelques semaines, sauf si elles sont conservées dans le bas d'un réfrigérateur, dans un sachet hermétiquement clos. La conservation peut ainsi durer plus d'une année. En cas de doute des capacités germinatives après cette longue conservation, il suffit d'extraire l'amande d'une graine ; si elle conserve sa fermeté et sa coloration blanchâtre, les autres graines sont indemnes également et prêtes à germer.
Il n'est pas produit en pépinière en pot, ni en plein champ[réf. nécessaire]. Sa racine ne tolère pas d'être restreinte dans un contenant et sa coupe risque d'entraîner la mort de l'arbre.
L’asiminier a fait l’objet de nombreuses sélections au début du XXe siècle et il existe aujourd’hui de nombreux cultivars offrant des fruits de meilleure qualité que les variétés sauvages.